# VP8
VP8 (RFC 6386) är en videokodek som ägs av Google, och ursprungligen skapades av On2 Technologies för att ersätta sin föregångare VP7. Kodeken är släppt som öppen källkod, efter att tidigare ha varit proprietär.
19 maj 2010 släppte Google källkoden för kodeken under en BSD-liknande öppenkällkodslicens. Samma dag tillkännagav Google sitt WebM-projekt, tillsammans med flera partners som Mozilla och Opera. VP8 är den förvalda kodeken som kommer användas i samband med WebM, och är tänkt att standardiseras som det förvalda alternativet för videouppspelning på webben.
Referensimplementationen för VP8 är libvpx, som består av kodaren vpxenc och avkodaren vpxdec. Sedan libvpx släpptes med öppen källkod, har implementationen uppdaterats flera gånger, och både kodningskvaliteten och prestandan har förbättrats åtskilligt jämfört med den initiala versionen. Utöver referensimplementationen libvpx finns några alternativa implementationer. Den 23 juli 2010 presenterades FFmpeg-projektets VP8-avkodare ffvp8, som då var mätbart snabbare än libvpx. ffvp8 används i Chromium i och med revision 97421 (Chromium 15).
VP8 används som videokodek i WebRTC.
En vidareutveckling av VP8, kallad VP9, beskrivs i utkastet draft-grange-vp9-bitstream.